# Ertuğrul Tekşen
Ertuğrul Tekşen (født 25. april 2000) er en danskfødt tyrkisk professionel fodboldspiller, der spiller for den tyrkiske klub UŞAK SPOR. 
Tidligere har han spillet i SB 50, Brøndby IF, Lyngby BK, Næstved boldklub Tyrkiets U16 Landshold.